# 2023 en chimie
Cet article présente les faits marquants de l'année 2023 en chimie.

## Évènements
- 55ème Olympiades Internationales de Chimie, organisées à Zurich en Suisse du 16 juillet au 25 juillet[1].

## Prix
- Prix Nobel de chimie : Moungi G. Bawendi, Louis E. Brus et Alexeï Iekimov pour la découverte et la synthèse de boîtes quantiques[2],[3].
- Prix Wolf de chimie : Jeffery Kelly, Chuan He (en) et Hiroaki Suga (en) « pour des découvertes pionnières qui éclairent les fonctions et les dysfonctionnements pathologiques de l'ARN et des protéines et pour la création de stratégies permettant d'exploiter les capacités de ces biopolymères de nouvelles manières pour améliorer les maladies humaines »[4].
- Prix Procter & Gamble : Joanna Aizenberg[5]
- Médaille Garvan-Olin : Jeanne Pemberton (en)[6],[7]
- Prix Ernest-Guenther : Margaret Brimble[8]
- ACS Award in Pure Chemistry : Julia Kalow (en)[9]
- Prix Arthur C. Cope : Scott E. Denmark (en)[10]
- Prix Irving-Langmuir : Valeria Molinero[11]
- Médaille Priestley : Cato T. Laurencin (en)[12],[13]
- Médaille Davy : Margaret Brimble pour sa contribution exceptionnelle à la chimie organique avec des applications étendues dans les sciences de la vie[14],[15].
- Grand prix Émile-Jungfleisch : Bruno Antonny[16]
- Prix Alfred-Bader : Rik R. Tykwinski[17]
- Grand prix Félix-Trombe : Jean-Marc Suau[18]

- Grand prix Pierre-Süe : Anne Lesage[19]
- Grand prix Achille-Le-Bel : Rinaldo Poli et Philippe Poulin[20]
- Faraday Lectureship : Enrique Iglesia[21]
- Claude S. Hudson Award in Carbohydrate Chemistry : James Paulson[22]
- Médaille Lavoisier : Janine Cossy[23]

## Décès
- 3 janvier[24] : Jean-Marie André (né en 1944), chimiste belge.

- 29 janvier[25] : Will Steffen (né en 1947), chimiste américain.

- 9 mars[26] : Raphael Mechoulam (né en 1930), chimiste israélien.

- 21 mars[27],[28] : Claude Lorius (né en 1932), glaciologue français et médaille d'or du CNRS en 2002[29].